# Myripristis amaena
Myripristis amaena är en fiskart som först beskrevs av Castelnau, 1873.  Myripristis amaena ingår i släktet Myripristis och familjen Holocentridae. Inga underarter finns listade i Catalogue of Life.